# Alchemilla viridiflora
Alchemilla viridiflora é uma espécie de rosácea do gênero Alchemilla, pertencente à família Rosaceae.